# John Cutler
John Edwin Cutler (Mánchester, Reino Unido, 8 de junio de 1962) es un deportista neozelandés que compitió en vela en las clases Laser y Finn. 
Participó en los Juegos Olímpicos de Seúl 1988, obteniendo una medalla de bronce en la clase Finn. Ganó una medalla de bronce en el Campeonato Mundial de Laser de 1980.

## Palmarés internacional
| Campeonato Mundial | Campeonato Mundial | Campeonato Mundial | Campeonato Mundial |
| Año                | Lugar              | Medalla            | Clase              |
| ------------------ | ------------------ | ------------------ | ------------------ |
| 1980               | Kingston (Canadá)  | Medalla de bronce  | Laser              |

| Juegos Olímpicos | Juegos Olímpicos     | Juegos Olímpicos  | Juegos Olímpicos |
| Año              | Lugar                | Medalla           | Clase            |
| ---------------- | -------------------- | ----------------- | ---------------- |
| 1988             | Seúl (Corea del Sur) | Medalla de bronce | Finn             |